# Unicodeblock Parthisch
Der Unicodeblock Inschriften-Parthisch (Inscriptional Parthian, U+10B40 bis U+10B5F)  enthält die (inschriftliche) parthische Schrift, welche zur Schreibung der parthischen Sprache verwendet wurde. 

## Tabelle
| Unicodenummer   | Zeichen (400 %) | Offizielle Bezeichnung                     | Beschreibung                 |
| --------------- | --------------- | ------------------------------------------ | ---------------------------- |
| U+10B40 (68416) | 𐭀               | INSCRIPTIONAL PARTHIAN LETTER ALEPH        | Parthischer Buchstabe Aleph  |
| U+10B41 (68417) | 𐭁               | INSCRIPTIONAL PARTHIAN LETTER BETH         | Parthischer Buchstabe Beth   |
| U+10B42 (68418) | 𐭂               | INSCRIPTIONAL PARTHIAN LETTER GIMEL        | Parthischer Buchstabe Gimel  |
| U+10B43 (68419) | 𐭃               | INSCRIPTIONAL PARTHIAN LETTER DALETH       | Parthischer Buchstabe Daleth |
| U+10B44 (68420) | 𐭄               | INSCRIPTIONAL PARTHIAN LETTER HE           | Parthischer Buchstabe He     |
| U+10B45 (68421) | 𐭅               | INSCRIPTIONAL PARTHIAN LETTER WAW          | Parthischer Buchstabe Waw    |
| U+10B46 (68422) | 𐭆               | INSCRIPTIONAL PARTHIAN LETTER ZAYIN        | Parthischer Buchstabe Zajin  |
| U+10B47 (68423) | 𐭇               | INSCRIPTIONAL PARTHIAN LETTER HETH         | Parthischer Buchstabe Chet   |
| U+10B48 (68424) | 𐭈               | INSCRIPTIONAL PARTHIAN LETTER TETH         | Parthischer Buchstabe Tet    |
| U+10B49 (68425) | 𐭉               | INSCRIPTIONAL PARTHIAN LETTER YODH         | Parthischer Buchstabe Jod    |
| U+10B4A (68426) | 𐭊               | INSCRIPTIONAL PARTHIAN LETTER KAPH         | Parthischer Buchstabe Kaph   |
| U+10B4B (68427) | 𐭋               | INSCRIPTIONAL PARTHIAN LETTER LAMEDH       | Parthischer Buchstabe Lamed  |
| U+10B4C (68428) | 𐭌               | INSCRIPTIONAL PARTHIAN LETTER MEM          | Parthischer Buchstabe Mem    |
| U+10B4D (68429) | 𐭍               | INSCRIPTIONAL PARTHIAN LETTER NUN          | Parthischer Buchstabe Nun    |
| U+10B4E (68430) | 𐭎               | INSCRIPTIONAL PARTHIAN LETTER SAMEKH       | Parthischer Buchstabe Samech |
| U+10B4F (68431) | 𐭏               | INSCRIPTIONAL PARTHIAN LETTER AYIN         | Parthischer Buchstabe Ajin   |
| U+10B50 (68432) | 𐭐               | INSCRIPTIONAL PARTHIAN LETTER PE           | Parthischer Buchstabe Pe     |
| U+10B51 (68433) | 𐭑               | INSCRIPTIONAL PARTHIAN LETTER SADHE        | Parthischer Buchstabe Tzade  |
| U+10B52 (68434) | 𐭒               | INSCRIPTIONAL PARTHIAN LETTER QOPH         | Parthischer Buchstabe Koph   |
| U+10B53 (68435) | 𐭓               | INSCRIPTIONAL PARTHIAN LETTER RESH         | Parthischer Buchstabe Resch  |
| U+10B54 (68436) | 𐭔               | INSCRIPTIONAL PARTHIAN LETTER SHIN         | Parthischer Buchstabe Sin    |
| U+10B55 (68437) | 𐭕               | INSCRIPTIONAL PARTHIAN LETTER TAW          | Parthischer Buchstabe Taw    |
| U+10B58 (68440) | 𐭘               | INSCRIPTIONAL PARTHIAN NUMBER ONE          | Parthische Ziffer Eins       |
| U+10B59 (68441) | 𐭙               | INSCRIPTIONAL PARTHIAN NUMBER TWO          | Parthische Ziffer Zwei       |
| U+10B5A (68442) | 𐭚               | INSCRIPTIONAL PARTHIAN NUMBER THREE        | Parthische Ziffer Drei       |
| U+10B5B (68443) | 𐭛               | INSCRIPTIONAL PARTHIAN NUMBER FOUR         | Parthische Ziffer Vier       |
| U+10B5C (68444) | 𐭜               | INSCRIPTIONAL PARTHIAN NUMBER TEN          | Parthische Ziffer Zehn       |
| U+10B5D (68445) | 𐭝               | INSCRIPTIONAL PARTHIAN NUMBER TWENTY       | Parthische Ziffer Zwanzig    |
| U+10B5E (68446) | 𐭞               | INSCRIPTIONAL PARTHIAN NUMBER ONE HUNDRED  | Parthische Ziffer Hundert    |
| U+10B5F (68447) | 𐭟               | INSCRIPTIONAL PARTHIAN NUMBER ONE THOUSAND | Parthische Ziffer Tausend    |